# Čeljabinský incident

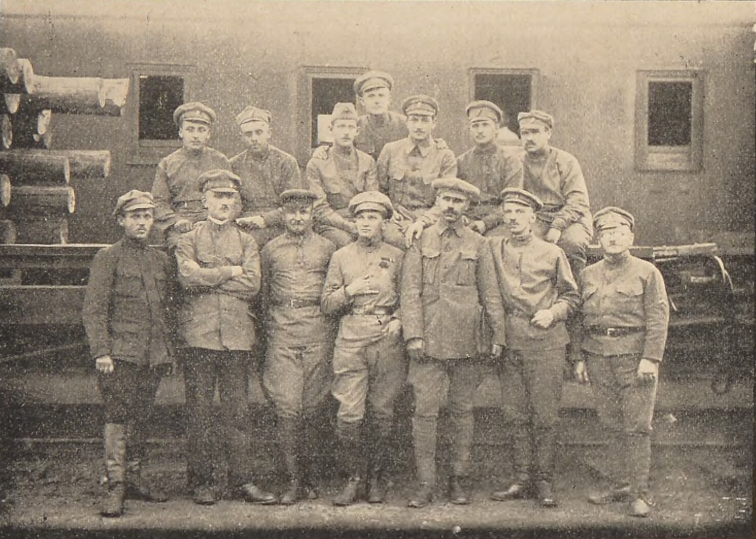
Skupina členů odbočky Národní rady v Rusku na nádraží v Čeljabinsku, květen 1918

Čeljabinský incident je název události, která se stala 14. května 1918 v ruském Čeljabinsku během ruské občanské války. Vedla ke konfliktu mezi československými legionáři a bolševiky.

## Popis

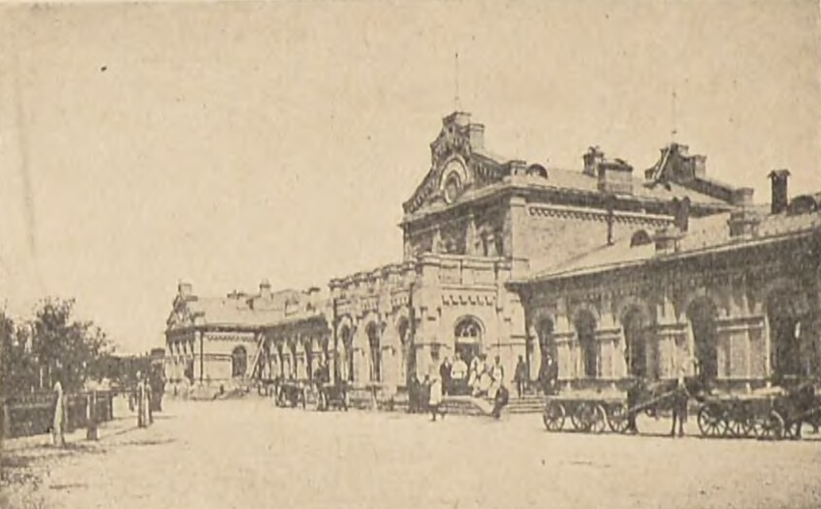
Nádraží v Čeljabinsku (foto pořízeno legionáři, 1918)

V Čeljabinsku stály zadržené vlaky 3. a 6. československého střeleckého pluku. Dne 14. května 1918 čeljabinským nádražím projížděl dopoledne směrem na západ vlak s maďarskými, německými a rumunskými válečnými zajatci. Vlak v Čeljabinsku potom nějakou dobu stál. Když Čechoslováci viděli špatné podmínky zajatců, darovali jim ze soucitu část ze svých potravin a tabáku. Když se však vlak rozjel, z jednoho vagónu vlaku někdo hodil kus železa mezi Československé legionáře. Střelec Ducháček ze 6. střeleckého pluku „Hanáckého“ byl vážně raněn a zůstal ležet v bezvědomí. Rozzuření kamarádi zraněného legionáře vlak se zajatci dostihli v oblouku na druhém Čeljabinském nádraží a údajného pachatele na místě utloukli k smrti. Ostatní zajatci potom vypovídali, že viník ještě před výjezdem ze stanice prohlašoval, že než odjedou, musí si zabít alespoň jednoho Čecha.  Místní sovět při vyšetřování zatkl deset československých legionářů, kteří čin spáchali. Ještě před zahájením "Prvního sjezdu československého legionářského vojska na Rusi" v Čeljabinsku, 17. května 1918, legionáři své spolubojovníky osvobodili, obsadili město a zmocnili se tří tisíc pušek. Do města posléze dorazili mj. zástupci československé Národní rady v Rusku, kteří dopomohli situaci uklidnit.
V průběhu léta a podzimu 1918 kolem 45 000 příslušníků Československého armádního sboru (většinu tvořili Češi, menší část pak Slováci, zejména sedmý pěší střelecký pluk „Tatranský“ a druhý jízdní pluk „Nitranských kozáků“ - "Sibiřský") obsadilo v Rusku střední Povolží, jih Sibiře, sever Kazachstánu a severovýchod Číny, vše o celkové územní rozloze 1 500 000 km² (pro porovnání současná Česká republika má rozlohu 78 866 km²). Bylo to území, které se rozkládalo kolem transsibiřské magistrály. Ovšem, velká "náborová kancelář" československých legií byla i na jihu, v uzbeckém Taškentu. Následný ústup Čechoslováků na východ, včetně držení magistrály a jejich návrat přes půl světa zpátky do vlasti, který trval až do roku 1920, se nazývá sibiřská anabáze.
Akce Čechoslováků pomohly mocnostem Dohody, daly T. G. Masarykovi, jako předsedovi ČSNR a E. Benešovi, jako tajemníkovi ČSNR, a M. R. Štefánikovi politickou moc a umožnily tak vznik samostatného československého státu.